# (17882) Thielemann
(17882) Thielemann (1999 CX87) – planetoida z pasa głównego asteroid okrążająca Słońce w ciągu 3,44 lat w średniej odległości 2,28 j.a. Odkryta 10 lutego 1999 roku.